# Yann-Erik de Lanlay
Yann-Erik de Lanlay (ur. 14 maja 1992 w Stavanger) – norweski piłkarz, grający na pozycji pomocnika.

## Kariera klubowa
De Lanlay jako junior występował w klubie Vaulen IL. W 2007 roku przeniósł się do Viking FK, a trzy lata później został włączony do drużyny seniorów. W 2-15 przeszedł do klubu Rosenborg BK.

## Kariera reprezentacyjna
Matka De Lanlaya jest Norweżką, ojciec zaś Francuzem. Piłkarz miał więc prawo występować w dwóch reprezentacjach. W reprezentacji Norwegii zadebiutował 8 stycznia 2013 roku w towarzyskim meczu przeciwko RPA. Na boisku pojawił się w 46 minucie meczu.
| Mecze i gole w reprezentacji | Mecze i gole w reprezentacji | Mecze i gole w reprezentacji | Mecze i gole w reprezentacji | Mecze i gole w reprezentacji | Mecze i gole w reprezentacji | Mecze i gole w reprezentacji |
| #                            | Data                         | Stadion                      | Rywal                        | Wynik                        | Gol                          | Rozgrywki                    |
| 2013                         | 2013                         | 2013                         | 2013                         | 2013                         | 2013                         | 2013                         |
| ---------------------------- | ---------------------------- | ---------------------------- | ---------------------------- | ---------------------------- | ---------------------------- | ---------------------------- |
| 1.                           | 08.01.2013                   | Kapsztad, RPA                | Południowa Afryka            | 1:0                          | 0                            | towarzyski                   |
| 2.                           | 12.01.2013                   | Ndola, Zambia                | Zambia                       | 0:0                          | 0                            | towarzyski                   |
| 2014                         |                              |                              |                              |                              |                              |                              |
| 3.                           | 15.01.2014                   | Abu Zabi, ZEA                | Mołdawia                     | 2:1                          | 1                            | towarzyski                   |
| 4.                           | 18.01.2014                   | Abu Zabi, ZEA                | Polska                       | 0:3                          | 0                            | towarzyski                   |